# Boba Fett
Pour les articles homonymes, voir Fett.
Personnage de fiction apparaissant dans
Star Wars.
Boba Fett est un personnage de la saga cinématographique Star Wars.
Boba Fett est le clone de Jango Fett qui l'a conservé auprès de lui comme son fils, parmi les milliers d'autres clones réalisés à son image sur la planète Kamino et qui vont intervenir dans l'épisode II de la saga Star Wars, l'Attaque des clones. Devenu adulte, Boba est un redoutable chasseur de primes, connu pour son talent à traquer ses proies. Il a souvent travaillé pour le gangster Jabba le Hutt, qui lui demande de capturer Han Solo, chose faite grâce à son association avec Dark Vador lors de l'épisode V sur la planète Bespin. Dans l'épisode VI, il disparait sur Tatooine, avalé par un Sarlacc. Boba Fett réapparait dans la saison 2 de la série télévisée The Mandalorian, puis en 2021 dans sa propre série, Le Livre de Boba Fett.

## Apparitions

### Épisode II:L'Attaque des clones(2002)
Boba est le « fils » du légendaire chasseur de primes Jango Fett. Plus précisément, Boba est un clone de son père Jango Fett. Ce dernier a été secrètement engagé par le Comte Dooku et a servi de modèle pour la création d'une armée de clones. Ces clones de Jango sont modifiés pour être dociles, obéissants et se développant deux fois plus vite qu'un homme normal. Boba est le seul clone non modifié et a été élevé par Jango sur la planète orageuse de Kamino, maison des cloneurs.
Alors que Boba n'a que dix ans, Obi-Wan Kenobi se rend sur Kamino dans le cadre d'une enquête sur une mercenaire qui a tenté de tuer la sénatrice Padmé Amidala. Après leur rencontre avec le Jedi, Jango décide de s'enfuir car il se doute qu'Obi-Wan a des soupçons sur lui. Au moment de partir, Obi-Wan tente de stopper Jango et engage le combat. Il échoue car Boba, à l'intérieur du vaisseau spatial de son père, arrive à démarrer in extremis le vaisseau à temps pour fuir. Ils se rendent alors sur Géonosis, pour rejoindre le Comte Dooku et les Séparatistes formant la Confédération des systèmes indépendants. Obi-Wan, qui a placé un mouchard sur la coque, parvient à les suivre. Capturé, il est bientôt secouru par Anakin Skywalker et Padmé Amidala, mais ils se font capturer eux aussi. Tous les trois doivent alors être exécutés dans l'arène de Géonosis. Boba observe avec intérêt la scène mais les festivités sont interrompues par l'arrivée de plusieurs Jedi dont Mace Windu, Ki-Adi-Mundi, Coleman Trebor, Aayla Secura ou Plo Koon. Dans la bataille qui en découle, Jango Fett protège Dooku et montre l'exemple à Boba dans un duel contre le Maître Jedi Trebor. Mais Maître Windu décapite Jango quelques instants plus tard. Boba enterre son père sur Géonosis, loin des combats qui en découlent, et prend son vaisseau pour commencer sa propre vie en tant que chasseur de primes, et a pour premier but de tuer Mace Windu.

### The Clone Wars(2010-2012)
Durant la Guerre des clones, Boba s'allie d'abord avec un groupe de chasseurs de primes composé de Bossk, Castas et Aurra Sing, que cette dernière a pris sous son aile après la mort de Jango Fett. Sous le nom de « Lucky », il infiltre un groupe de cadets clones en observation sur un croiseur de la République en compagnie des Jedi Anakin Skywalker et Mace Windu. Boba piège les quartiers de Windu, mais c'est un soldat clone qui meurt dans l'explosion. Le croiseur en alerte, il sabote les réacteurs de ce dernier, forçant l'équipage à se diriger vers les capsules de sauvetage. Il prend soin de saboter celle dans laquelle il se trouve afin de ne pas se rendre au point de rendez-vous, et pour que Sing et Bossk puissent venir le récupérer. Après son évacuation, le groupe de chasseurs de primes repart, affirmant à Boba que l'heure de Windu viendra tôt ou tard.
Boba et les chasseurs de primes se rendent sur les lieux du crash du croiseur sur la planète Vanqor. Là, ils y tuent les survivants et prennent trois otages dont le commandant du vaisseau. Puis, sachant que les Jedi vont vouloir venir chercher des survivants, Boba place une bombe dans une réplique du casque de son père Jango, afin que Mace Windu comprenne qui lui en veut au moment de mourir. Les Jedi arrivent et enquêtent. Au moment où Anakin s'apprête à prendre le casque en main, Mace fait le rapprochement et les deux Jedi évitent la mort de peu, mais ils sont ensevelis sous les décombres. Ne trouvant aucun survivant à bord, Boba, Aurra Sing et Castas décident de faire sauter le reste du vaisseau pour s'assurer que Windu est bien mort. R2-D2 s'enfuyant à bord du vaisseau de ce dernier pour contacter du renfort, les chasseurs de primes rejoignent Bossk et le prennent en chasse à bord de leur vaisseau, persuadés que Mace Windu est aux commandes. Lorsque R2 parvient à passer en vitesse-lumière, Boba pense qu'il a perdu sa cible. Les deux Jedi sont secourus par Ahsoka Tano et Plo Koon.
Le groupe de chasseurs de primes décide d'utiliser les trois otages comme monnaie d'échange pour faire venir Windu sur Florrum, où Hondo Ohnaka, qui fut jadis un ami de Jango Fett, les a accueilli. Dans son message pour les Jedi, Aurra Sing exécute l'un des clones otages. Boba fait remarquer qu'il n'approuve pas ce genre de méthode, mais Sing sait s'imposer et le fait taire. Cette dernière ayant tué Castas pour avoir voulu révéler des informations, Plo Koon et Ahsoka ont vent de l'affaire en menant l'enquête dans les niveaux inférieurs de Coruscant. Ils se rendent sur Florrum où les attendent Sing et Boba. Une rixe éclate et Aurra Sing abandonne Boba, qui est traumatisé du fait de se retrouver seul à nouveau. Plo Koon lui demande où sont les otages, et Hondo l'incite à parler car c'est selon lui ce qu'aurait voulu son père. Ahsoka parvient à sauver les otages au moment où Bossk allait les exécuter, et provoque le crash du vaisseau à bord duquel Aurra Sing essayait de s'échapper. Alors que la République ramène Bossk et Boba Fett sur Coruscant, Boba déclare à Mace Windu que même s'il a fait des choses terribles, c'était pour venger son père et qu'il ne pardonnera jamais le Jedi.
Boba fut brièvement incarcéré au Centre de Détention Judiciaire Central de la République, en compagnie de Bossk. Il fut payé par Cad Bane pour faire diversion et provoquer un bagarre dans la cantine de la prison, afin de permettre à Bane, Moralo Eval et Rako Hardeen (qui était en fait Obi-Wan Kenobi sous couverture) de s'évader pendant l'émeute.
Asajj Ventress, après avoir survécu au massacre des Sœurs de la Nuit par le Comte Dooku et le Général Grievous, rejoint un groupe de chasseurs de primes composé de Bossk, Dengar, Latts Razzi et Highsinger, sous le commandement du jeune Boba Fett. Le groupe est chargé de protéger la cargaison d'un train souterrain sur la planète Quarzite. Après une bataille contre des guerriers Kage voulant s'emparer du coffre mystérieux, seuls Boba et Asajj atteignent le point de rendez-vous. Asajj se rend compte que la cargaison en question est une jeune fille du nom de Pluma Sodi qui a, elle aussi, été arrachée à son peuple et qui doit être livrée à un dictateur Belugan. Elle décide à la fois de duper le dictateur et de doubler Boba, en ligotant ce dernier et en le livrant dans la caisse à la place de Pluma. Elle touche la prime, le dictateur n'ayant pas vérifié sa livraison, puis double ses gains en demandant une autre rançon pour rendre Pluma à son peuple, qui fut reconnaissant malgré tout. Elle prend cependant la peine de donner leur part du butin aux chasseurs de primes, en incluant la part de Boba, et en précisant au groupe que ce dernier ne va pas tarder à les rejoindre.

### Épisode IV:Un nouvel espoir(1977)
En 1997, quand l'édition spéciale d'Un nouvel espoir est sortie, une scène avec Han Solo et Jabba le Hutt a été ajoutée au film. Boba Fett, ajouté numériquement, est montré avec Jabba avant que le Faucon Millénium décolle de Tatooine. Ces modifications sont voulues par George Lucas pour améliorer la continuité des trilogies. C'est cette version qui prédomine depuis lors de l'exploitation vidéo et télévisuelle.
À l'origine, la scène avec Jabba a été filmée avec Declan Mulholland en tant que remplaçant pour qu'une créature soit superposée au film. Cependant, en raison de contraintes budgétaires, George Lucas ne put finir la scène correctement, et la coupa dans la version originale du film.

### Épisode V:L'Empire contre-attaque(1980)
Dans L'Empire Contre-Attaque, il est engagé par Dark Vador pour traquer Han Solo et ses amis à bord du Faucon Millénium. Au courant des manières de Fett, le seigneur noir précisa qu'il les souhaitait vivants. Il est le seul chasseur de primes à déduire comment le Faucon a échappé aux impériaux : en s'accrochant sur la coque d'un Destroyer stellaire. Alors, il demande vraisemblablement que son vaisseau, le Slave I, soit placé dans les ordures du destroyer afin d'y être dissimulé lorsqu'elles seront vidées dans l'espace, prévoyant que le Faucon emploierait les ordures comme couverture quand il tenterait de s'enfuir. L'intuition de Fett s'avère correcte et il découvre que Han Solo se dirige vers la Cité des Nuages de Bespin. Il indique la destination du Faucon Millénium à l'Empire, permettant à Vador d'arranger une « affaire » avec le chef de la cité Lando Calrissian pour capturer Solo et son équipe. Fett reste aux côtés de Dark Vador pendant que celui-ci torture Han Solo afin d'attirer Luke Skywalker dans un piège. En plus de la récompense de l'Empire pour la capture de Solo, Vador permet à Boba Fett de prendre Han Solo, congelé dans de la carbonite, pour l'amener à Jabba le Hutt afin de recevoir une récompense additionnelle.

### Épisode VI:Le Retour du Jedi(1983)
Boba Fett se trouve dans le palais de Jabba le Hutt lorsque Luke Skywalker, la Princesse Leia et Chewbacca tentent d'extraire Han Solo de sa prison carbonique. Fett reste sur ses gardes mais s'amuse, flirtant avec les danseuses et riant avec Jabba quand Luke est jeté en pâture au Rancor. Quand Luke tue le monstre, Jabba, outragé, condamne Luke, Han et Chewbacca à être jetés vivants dans le Puits du Sarlacc. Luke met en scène sa propre libération et Fett essaye de les arrêter avec plusieurs des gardes malchanceux de Jabba. Le chasseur de primes est concentré sur Skywalker et il arrive à le neutraliser avec son pistolet lance-filet. Han se retourne par mégarde et active accidentellement le jetpack de Fett, le précipitant contre la barge de Jabba. Le jetpack mis hors tension sur l'impact, Fett tombe dans l'énorme gueule du Sarlacc. Une longue digestion, de la part du monstre, de « plus de mille ans » est censée l’attendre…

### Le Livre de Boba Fett(2021, passé)
Certaines rumeurs annonçaient que le dernier film de la série A Star Wars Story, prévu pour 2020, serait centré sur Boba Fett. Josh Trank devait le réaliser. Cependant, il annonce quitter le projet pour différends artistiques en mai 2015. En octobre 2018, la productrice Kathleen Kennedy annonce lors d'une interview que le film sur Boba Fett est annulé afin de se concentrer sur les nouvelles séries télévisées à venir. Boba Fett est ainsi présent d'abord dans la saison 2 de The Mandalorian en 2020, puis dans sa série dérivée Le Livre de Boba Fett, dont le premier épisode est mis en ligne sur Disney+ le 29 décembre 2021.
Cette série se déroule en deux périodes distinctes sur la planète Tatooine. La partie consacrée au « présent » se déroule après les évènements racontés dans The Mandalorian (voir plus bas). Ici est racontée par partie consacrée au « passé » dont se remémore Boba au « présent ».
Dans le passé, il réussit à s'extraire de la gueule du Sarlacc. Epuisé, il se fait voler son armure par des Jawas pendant qu'il se reposait. Il est capturé par une tribu tusken. Il réussit progressivement à s'intégrer dans la tribu. Tout en apprenant leurs usages et leur culture, il leur enseigne comment piloter des spiders pour aller attaquer un train blindé qui passe dans leur désert et comment leurs employeurs, le syndicat des Pykes, veulent s'en prendre à eux. Le braquage est réussi. Mais un jour, Boba découvre sa tribu Tusken, là où il avait finalement trouvé sa place, massacrée par les Pykes qui ont masqué leur forfait.
N'ayant plus de tribu, le clone décide de retourner au palais de Jabba pour récupérer son vaisseau. Mais il est surveillé. Boba a entre-temps trouvé sur son chemin la mercenaire Fennec Shand laissée pour morte dans le chapitre 5 de la série The Mandalorian et la sauve. Tous deux réussissent à récupérer le vaisseau de Boba et partent au puits de Sarlacc pensant récupérer son armure. Le monstre qui se réveille est tué, mais Boba ne trouve pas son armure. Mais il découvrira bientôt qui possède son armure...

### The Mandalorian(2020)
Des années après avoir été englouti par le Sarlacc, Boba Fett vit désormais reclus sur Tatooine, sans son armure, récupérée par des Jawas puis vendue à Cobb Vanth. Il sauve Fennec Shand, laissée pour morte après les événements du chapitre 5, puis forme un duo avec elle. Il apparaît pour la première fois dans la série trois chapitres plus tard, scrutant au loin Din Djarin.
Le duo rejoint le Mandalorien sur Tython. S'ensuit un échange tendu qui se conclura par un accord : tandis que Djarin lui rend son armure, obtenue des mains de Cobb Vanth pour la chasse réussie du Krayt, Boba s'engage à protéger Grogu de Moff Gideon. Après avoir éliminé les troupes de l'ancien officier de l'Empire, qui parviendront quand même à kidnapper l'Enfant, les nouveaux alliés se rendent à Nevarro demander son aide à Cara Dune. Ensemble ils vont libérer Mayfield qui leur permet de localiser Moff Gideon.
Peu après le second sauvetage de Grogu, Fett débarque en compagnie de Fennec Shand au palais de Jabba situé sur Tatooine. Après avoir éliminé Bib Fortuna, ce dernier ayant pris la succession de son maître, Fett s'assoit sur le trône désormais vacant, avec Fennec à ses côtés.

### Le Livre de Boba Fett(2021, présent)
Cette série se déroule en deux périodes distinctes sur la planète Tatooine : dans le « présent, », à partir de la scène post-générique du dernier épisode de la saison 2 de The Mandalorian : avec Fennec Shand, Boba Fett s'est rendu dans le palais de Mos Espa où régnait Jabba le Hutt, a éliminé son successeur et ancien majordome Bib Fortuna, et s'est installé sur le trône. Dès lors, il va devoir trouver sa légitimé auprès des dirigeants et du peuple de la planète. Il revit aussi son passé, comment il s'est extrait de la gueule du Sarlacc, et comment il s'est intégré au sein d'une tribu tusken. Il devra aussi se confronter aux Jumeaux Hutts, (un frère et une sœur), les cousins de Jabba venus pour réclamer son territoire en compagnie de leur mercenaire et gladiateur le Wookiee Black Krrsantan.
Finalement c'est face au Syndicat des Pykes que la lutte pour le contrôle de Mos Espa et de Tatooine en général est la plus sévère. Ces derniers massacrent notamment toute la tribu tusken dont il était devenu membre, en masquant leur forfait. Black Krrsantan se met au service de Fett et Shand, et ils font également appel au Mandalorien Din Djarin, qui avant de se ranger de leur côté pour la bataille à venir, tente de retrouver son jeune ami Grogu sur la planète forestière où l'Enfant est entraîné par Luke Skywalker et doit devenir le premier élève de son académie Jedi. Mando retrouve également Ahsoka Tano sur cette planète, et cette dernière le dissuade de rencontrer Grogu. Finalement, ce dernier choisit de ne pas suivre la voie des Jedi et décide de se faire emmener par R2-D2 sur Tatooine afin de rejoindre Din Djarin. Les deux amis aident Fett, Shand et leurs alliés à gagner la bataille finale contre les Pykes. Boba réussira à tuer Cad Bane durant la bataille. Débarrassés de ce syndicat criminel après que Fennec ait tué tous les leaders présents sur Tatooine, les habitants de Mos Espa remercient et saluent Boba Fett et Fennec Shand quand ces derniers se baladent en ville. Boba Fett a trouvé sa légitimité de dirigeant de la ville, comme Daimyo. Le règne de Boba permet à toute la ville de pospérer apaisée de toute criminalité. Quant à Mando et Grogu, ils s'envolent vers de nouvelles aventures.

## UniversLégendes
À la suite du rachat de la société Lucasfilm par The Walt Disney Company, tous les éléments racontés dans les produits dérivés datant d'avant le 26 avril 2014 ont été déclarés comme étant en dehors du canon et ont été regroupés sous l’appellation « Star Wars Légendes ».
Boba Fett apparaît notamment dans plusieurs récits de « Star Wars la saga en BD », et bien d'autres encore :
- Extermination : engagé pour résoudre un conflit entre deux factions guerrières, Fett montre rapidement à son employé l'importance de toujours choisir le bon objet pour un travail, et la folie de sous-estimer la quantité de dommages que peut faire un seul Mandalorien ;
- Agent of Doom : certains boulots sont trop risqués, même pour les meilleurs chasseurs de primes... mais ça n’a jamais arrêté Boba Fett ! Le vaisseau impérial Azgoghk, affecté à l’extermination des races extraterrestres, continue sa tâche alors que l’Empire a disparu depuis longtemps. Mais désormais, le temps de la revanche est venu. Le dernier membre d’une espèce en voie de disparition souhaite se venger du Azgoghk et de son équipage, et il n’y a qu’un seul homme vers qui se tourner : Boba Fett ;
- Sacrifice : la nouvelle de la destruction de l’Etoile Noire se répand dans la galaxie. La Rébellion y gagne en sympathie, mais l’Empire devient beaucoup plus dur et violent. Sur un monde perdu, l’affrontement entre indépendantistes et impériaux a tourné en guerre civile, opposant frères contre frères. Quand le chasseur de primes Boba Fett, un des hommes les plus craints de la galaxie, se retrouve au milieu de l’action, les choses deviennent littéralement explosives. Mais avec les forces de la Rébellion qui se consolident, et la flotte impériale en route, quel camp va choisir Boba Fett ?
- Épave : une fois de plus en chasse, il doit cette fois-ci retrouver un holoprojecteur contenant un enregistrement précieux. Pour ce faire, il infiltre un Stardestroyer endommagé et affronte son « équipage » prêt à tout, y compris à la destruction du vaisseau, pour empêcher les Rebelles de mettre la main sur les informations ;
- Les ombres de l'Empire : Chronologiquement située entre Star Wars, épisode V : L'Empire contre-attaque et Star Wars, épisode VI : Le Retour du Jedi, cette aventure narre le retour vers Tatooine du chasseur de primes pour livrer Han Solo à Jabba. De nombreux obstacles vont parsemer son parcours, notamment de ses "collègues" chasseurs de primes aperçus autour de lui dans le destroyer impérial de Dark Vador ;
- La Trilogie Han Solo : une dizaine d'années avant sa capture sur Bespin, Han Solo a déjà eu affaire à Fett sur Nar Shadaa, où sa tête est mise à prix par le clan Hutt Besadii. C'est Lando Calrissian qui lui sauve la mise, sur un coup de chance. Bien que le chasseur de primes considère le joueur comme un "lâche aux belles manières"[9], il parvient à plusieurs reprises à faire échouer ses plans ;
- Star Wars : From A Certain Point of View (2017) : Boba Fett narre plusieurs histoires. Il raconte notamment sa mission sur Tatooine pour retrouver R2-D2 et C-3PO et les remettre à l’Empire. Il espère ainsi se rattraper auprès de Dark Vador à cause d’une mission sur Coruscant. Fett devait appréhender des espions rebelles. Ces derniers l'avaient attaqué avec des lasers ioniques. Fett s'est défendu et a désintégré les rebelles, alors que Vador voulait les corps[10].

## Description
Contrairement au reste de l'armée de clones, sa croissance est normale depuis sa naissance, alors que celle des autres clones est accélérée afin de réduire le temps avant leur mise en service (bien que certains comme le Commandant Excel purent être soignés par Alpha-17) .
Boba Fett porte l'armure traditionnelle des Mandaloriens avec des scalps de Wookiees sur son épaule. Il possède plusieurs vaisseaux modifiés portant les noms de Slave I jusqu’à Slave V. Fett est un chasseur subtil qui se base plus sur son adresse et son intelligence que sur sa force bien que comme son père, il soit bardé d'armes et de gadgets technologiques. Presque tout lui vient de son père.
Parlant avec une voix râpeuse, Fett permet à peu de monde de voir son visage et encore moins à connaître ses origines, ce qui donne au chasseur une aura mystérieuse et un avantage psychologique sur ses proies. Bien que Boba soit un clone génétiquement parfait de Jango Fett, son style de vie différent a produit quelques changements par rapport à l'aspect de son père : tandis que Jango était concentré sur ses compétences en combat, Boba se concentra sur son esprit ce qui lui a donné un gabarit plus mince. Cependant, Boba est très fort, il a assez de force pour tenir tête à des ennemis connus tels que le chasseur de primes Bossk, Luke Skywalker ou Asajj Ventress.

## Concept et création

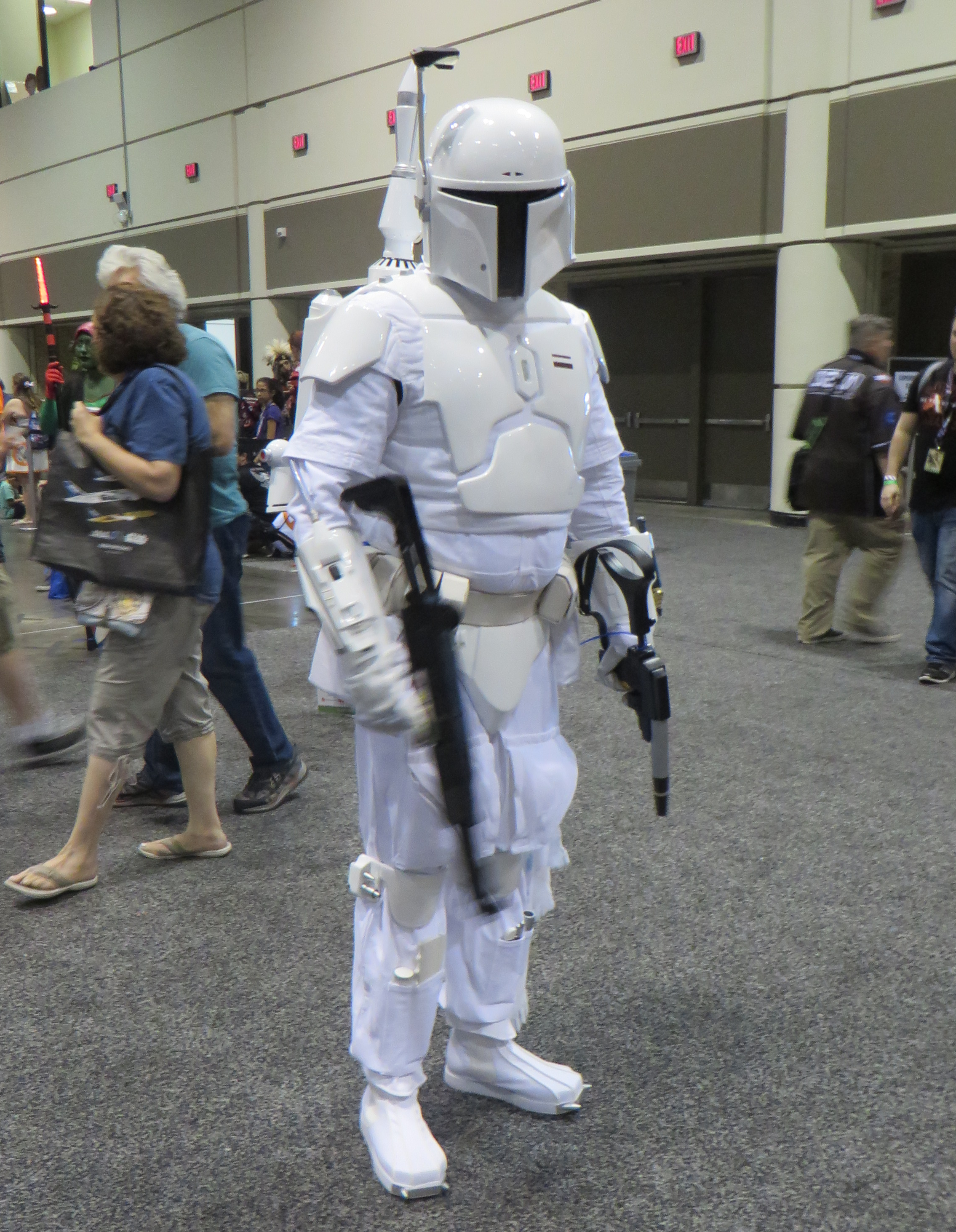
Cosplay de Boba Fett sous son design de supertrooper.

Boba Fett a été conçu par Ralph Macquarrie, à l'instar d'une importante partie des designs de Star Wars et Joe Johnston. Il commence à être dessiné en octobre 1977, quelques mois après la sortie d'Un nouvel espoir. Il apparait pour la première fois à l'écran dans l'un des segments animés du téléfilm de 1978 Au temps de la guerre des étoiles.
En 1978, il est présenté à l'équipe localisée en Angleterre, avec Duwayne Dunham, un des assistants monteurs de l'épisode V, sous le costume,. Son armure est similaire à celle qu'il garde dans le design final, à la différence près qu'elle est blanche. Originellement, Boba Fett devait être une armée de « Super Troopers » composée d'une centaine de membres. Mais pour des raisons budgétaires, Lucas a décidé de faire de Boba Fett un seul et unique personnage ainsi qu'un chasseur de primes. Johnston a ainsi peint son armure en argent et a ajouté plusieurs couches de peintures. Il l'a également bosselée avec un pistolet thermique et une pierre.
En 1980 a lieu sa première apparition au grand écran, dans L'Empire contre-attaque, avec l'armure verte à bande rouge. Pour accentuer son inspiration du genre western, le monteur son Robert R. Rutledge lui a ajouté des bruits d'éperons lorsqu'il marche,.
Depuis, son concept a peu évolué, et ce n'est plus le supertrooper qu'il devait être dans les premières esquisses.

### Interprétation

#### Principaux interprètes
Pour sa première apparition dans le film Au temps de la guerre des étoiles, Boba Fett a la voix de Don Francks.
Sous le casque et l'armure, Boba Fett est dans un premier temps interprété par Jeremy Bulloch dans L'Empire contre-attaque mais indisponible pour une scène, il est exceptionnellement remplacé par John Morton,,,. Bulloch joue également un officier impérial dans le film ainsi que des années plus tard, un pilote dans La Revanche des Sith.
C'est Jason Wingreen qui prête sa voix au personnage dans l'épisode 5. Bulloch reprend le rôle dans Le Retour du Jedi,.
Dans L'Attaque des clones, c'est Daniel Logan qui interprète Boba Fett encore enfant,. Il reprend le personnage dans la série d'animation Star Wars: The Clone Wars. Dans le même épisode, il est expliqué que Boba Fett est en réalité un clone de Jango Fett, interprété par Temuera Morrison . De ce fait, l'acteur Maori reprend le personnage dans divers projets. Ainsi, s'il donne sa voix au personnage dans la réédition en DVD de L'Empire contre-attaque, il interprète également le personnage dans les jeux Star Wars: Battlefront (en) de 2005, 2015 et 2017 ainsi que dans le jeu Star Wars: Empire at War sorti en 2006,.
Le 8 mai 2020, Morrison est annoncé pour reprendre le rôle dans la saison 2 de la série The Mandalorian, ce qui marque sa première interprétation du personnage devant la caméra. Il mentionne la culture maorie dans laquelle il a puisé pour incarner le personnage. Ainsi, il explique que son entrainement à la danse Haka lui a permis de trouver l'énergie et la confiance nécessaire. Grâce à son entrainement avec le bâton Taiaha dans sa jeunesse, il a pu lui-même performer les scènes de combats durant lesquelles Boba use du bâton gaffi.
Le 18 décembre de la même année, la série Star Wars: The Book of Boba Fett est annoncée, avec encore une fois, Morrison sous le casque et l'armure.
Pour la série d'animation Star Wars: Visions, si Temuera Morrison double le personnage pour la version anglophone, c'est le comédien japonais Akio Kaneda qui lui prête sa voix dans la version originale.

#### Autres interprètes
Dee Bradley Baker qui est la voix des soldats clones depuis 2008 prête également sa voix de manière occasionnelle au chasseur de primes. Ainsi, il est notamment sa voix dans le jeu vidéo Star Wars : Le Pouvoir de la Force et sa suite sortis en 2008 et 2010, ou encore dans le jeu Kinect Star Wars en 2012.
Tom Kane lui prête sa voix dans quelques jeux vidéo, d'abord en 2000 dans Star Wars: Demolition, en 2001 dans Star Wars: Galactic Battlegrounds et enfin en 2003 dans Star Wars Jedi Knight: Jedi Academy.

## Œuvres où le personnage apparait

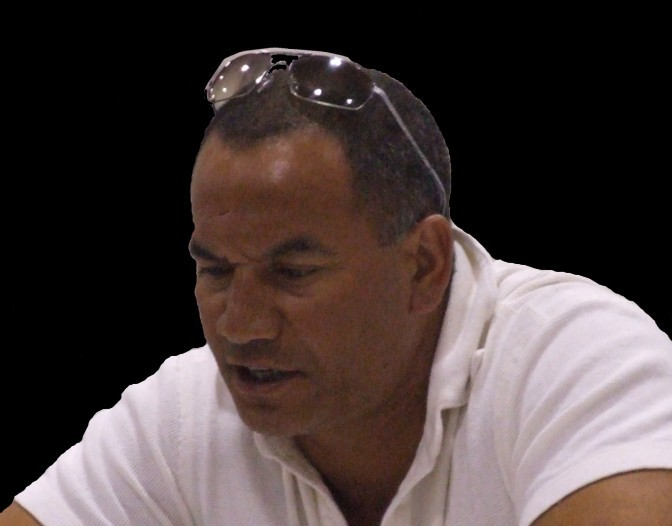
Temuera Morrison a prêté sa voix au personnage dans plusieurs films, séries télévisées et jeux vidéo.

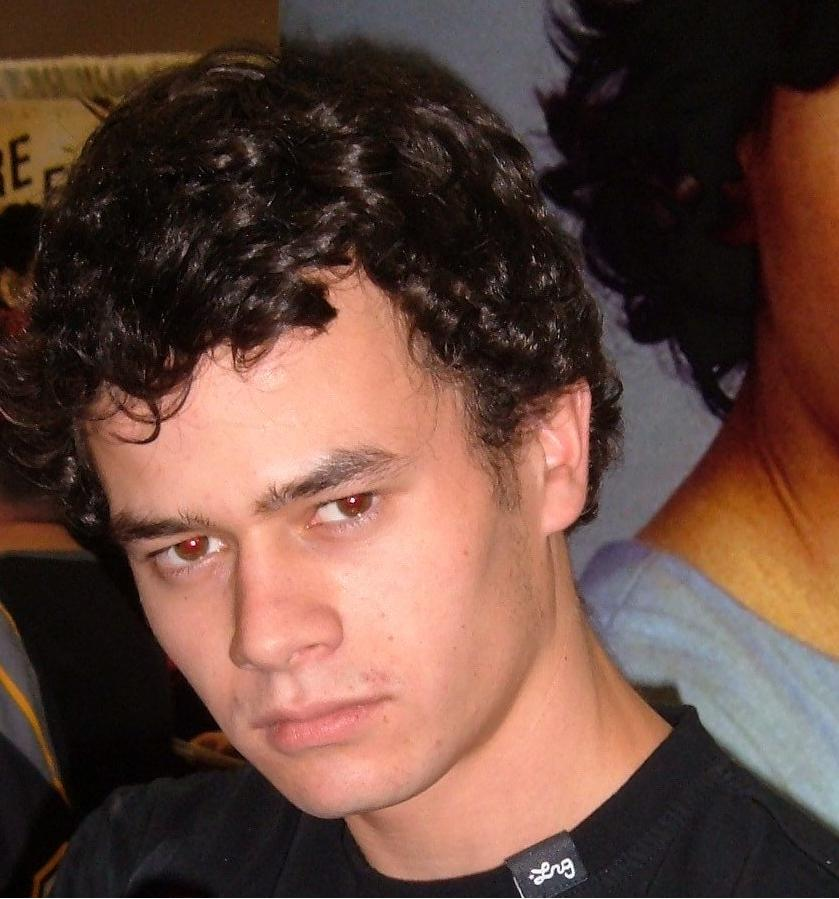
Daniel Logan interprète Boba Fett enfant dans l'épisode II.

Sauf indication contraire, les informations mentionnées dans cette section peuvent être confirmées par la base de données cinématographiques IMDb,  présente dans la section « Liens externes ».

### Cinéma
- 1977 : Star Wars, épisode IV : Un nouvel espoir (Star Wars: Episode IV – A New Hope) de George Lucas, interprété par Mark Anthony Austin uniquement dans les rééditions
- 1980 : Star Wars, épisode V : L'Empire contre-attaque (Star Wars : Episode V – The Empire Strikes Back) d'Irvin Kershner, interprété par Jeremy Bulloch, doublé en anglais par Jason Wingreen puis par Temuera Morrison dans la réédition de 2004
- 1983 : Star Wars, épisode VI : Le Retour du Jedi (Star Wars: Episode VI – Return of the Jedi) de Richard Marquand, interprété par Jeremy Bulloch, puis par Don Bies et Nelson Hall dans l'édition spéciale
- 2002 : Star Wars, épisode II : L'Attaque des clones (Star Wars: Episode II – Attack of the Clones) de George Lucas, interprété par Daniel Logan

### Télévision
- 1978 : Au temps de la guerre des étoiles (The Star Wars Holiday Special), téléfilm musical de Steve Binder, interprété par Don Francks
- 1985 : Droïdes : Les Aventures de R2-D2 et C-3PO (Star Wars: Droids: The Adventures of R2-D2 and C-3PO), série télévisée d'animation (1 épisode), doublé en anglais par Don Francks
- 2010-2012 : Star Wars: The Clone Wars, série télévisée d'animation (5 épisodes), doublé en anglais par Daniel Logan
- 2015 : Lego Star Wars : Les Contes des Droïdes (Lego Star Wars: Droid Tales), mini-série télévisée d'animation (2 épisodes), doublé en anglais par Trevor Devall
- 2016 : Star Wars : Les Aventures des Freemaker (Lego Star Wars: The Freemaker Adventures), série télévisée d'animation (1 épisode), doublé en anglais par Dee Bradley Baker
- 2020 : The Mandalorian, série télévisée, interprété par Temuera Morrison - 4 épisodes
- 2021 : Star Wars: Visions, série télévisée d'animation (épisode Tatooine Rhapsody), doublé en anglais par Temuera Morrison
- 2021 : Le Livre de Boba Fett, série télévisée, interprété par Temuera Morrison (adulte) et Daniel Logan (enfant)

### Jeux vidéo
- 1995 : Star Wars: Dark Forces
- 1996 : Star Wars: Shadows of the Empire
- 1998 : Star Wars: Masters of Teräs Käsi
- 2000 : Star Wars: Demolition
- 2001 : Star Wars: Galactic Battlegrounds
- 2003 : Star Wars Jedi Knight: Jedi Academy
- 2003 : Star Wars: Rogue Squadron III - Rebel Strike
- 2005 : Star Wars: Battlefront II
- 2006 : Star Wars: Empire at War
- 2007 : Star Wars: Battlefront - Renegade Squadron
- 2009 : Star Wars : Le Pouvoir de la Force (uniquement dans Ultimate Sith Edition)
- 2010 : Star Wars : Le Pouvoir de la Force 2
- 2012 : Kinect Star Wars
- 2015 : Disney Infinity 3.0
- 2015 : Star Wars Battlefront
- 2017 : Star Wars Battlefront II
- 2022 : Fortnite
- 2023 : Star Wars Jedi survivor

## Impact culturel
Les spectateurs fans de Boba Fett semblent nombreux. Le Boba Fett Fan Club est créé en 1996, revendiquant la représentation de près de 150 000 fans du personnage.